# Skiffertaggstjärt
Skiffertaggstjärt (Synallaxis brachyura) är en fågel i familjen ugnfåglar inom ordningen tättingar.

## Utseende och läte
Skiffertaggstjärten är en liten och mörk tätting med lång stjärt. Fjäderdräkten är genomgående grå med rostrött på vingar och hjässa. Könen är lika. Sången består av ett lågt stammande tjatter.

## Utbredning och systematik
Skiffertaggstjärt delas in i fyra underarter med följande utbredning:
- Synallaxis brachyura nigrofumosa – förekommer i karibiska sluttningar i Honduras till Panama
- Synallaxis brachyura chapmani – förekommer från sydvästra Costa Rica till nordvästligaste Peru (Tumbes)
- Synallaxis brachyura caucae – förekommer i tropiska och subtropiska Colombia (Cauca Valley)
- Synallaxis brachyura brachyura – förekommer i Magdalena Valley och nordvästra Anderna i Colombia

International Ornithological Congress (IOC) inkluderar istället chapmani i nigrifumosa och urskiljer underarten griseonucha med utbredning i sydvästra Ecuador och nordvästra Peru.

## Levnadssätt
Skiffertaggstjärten hittas i kanter av fält och ungskog. Där håller den sig gömd i ogräsrik och snårig undervegetation.

## Status
Arten har ett stort utbredningsområde och beståndet anses stabilt. Internationella naturvårdsunionen IUCN listar den därför som livskraftig (LC). Beståndet uppskattas till i storleksordningen en halv miljon till fem miljoner vuxna individer.